# 오픈소셜

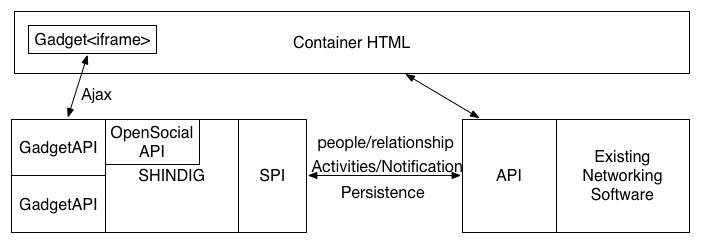
오픈소셜의 구조

오픈소셜(OpenSocial)은 컴포넌트 호스팅 환경(컨테이너)와 웹 기반 애플리케이션을 위한 공통 API 집합을 정의하는 공개 사양이다. 처음에 소셜 네트워크 애플리케이션을 대상으로 구글이 마이스페이스, 그리고 그 밖의 수많은 소셜 네트워크와 함께 개발하였다. 더 최근에는 서드파티로부터의 신뢰되지 않거나 부분적으로 신뢰되는 구성 요소들이 기존의 웹 애플리케이션에서 실행될 수 있도록 범용 런타임 환경으로 채택되고 있다. 오픈소셜 재단은 기타 수많은 오픈 웹 기술들을 통합하거나 지원하는 방향을 취했다. 여기에는 OAuth와 OAuth 2.0, 액티비티 스트림스, 포터블 콘택츠 등이 포함된다.
2007년 11월 1일 출시되었다. 오픈소셜 API를 구현하는 애플리케이션들은 이들을 지원하는 소셜 네트워크 시스템과 상호 운용이 가능하다. 런칭 시에 오픈소셜은 널리 적용되도록 만든 접근 방식을 개발 분야로 가져왔다. 더 탄탄해지고 사용자 기반이 확대되면서 오픈소셜은 이 플랫폼을 모듈화하였으며 이로써 개발자들이
필요한 플랫폼의 일부만 포함할 수 있게 되었다.
2014년 12월 16일 W3C는 "오픈소셜 재단은 W3C 소셜 웹 활동으로의 표준 작업을 이행한다"라는 언론 기사에서 오픈소셜이 별개의 실체로서 더 이상 존재하지 않으며 오픈소셜 공동체가 소셜 웹 워킹 그룹과 소셜 인터레스트 그룹의 W3C 소셜 웹 액티비티를 통해 개발을 계속해나가는 것을 장려하였다. 오픈소셜 재단은 "공동체가 한 조직에서 토론을 통해 개방 소셜 웹을 실현할 더 나은 기회를 가질 것이며 오픈소셜 재단 이사회는 W3C의 통합된 일부로서 일해야 더 많은 공동체들이 개방 사회 표준의 이익을 얻을 수 있을 것이라 생각한다." 2015년 1월, opensocial.org은 모든 페이지 요청을 https://www.w3.org/blog/2014/12/opensocial-foundation-moves-standards-work-to-w3c-social-web-activity/ 로 넘겨주기 처리하기 시작했다.

## 출시 버전
범례: 
  중단
  현재
| 버전  | 출시일           |
| ----- | ---------------- |
| 2.5.1 | 2013년 8월 30일  |
| 2.5.0 | 2012년 8월 28일  |
| 2.0.1 | 2011년 11월 23일 |
| 2.0.0 | 2011년 8월 18일  |
| 1.1.0 | 2010년 11월 18일 |
| 1.0.0 | 2010년 3월 9일   |
| 0.9.0 | 2009년 4월 15일  |
| 0.8.1 | 2008년 9월 25일  |
| 0.8.0 | 2008년 5월 27일  |
| 0.7.0 | 2008년 1월 25일  |
| 0.6.0 | 2007년 12월 21일 |
| 0.5.0 | 2007년 11월 9일  |